# In the Firelight
In the Firelight er en amerikansk stumfilm fra 1913 af Thomas Ricketts.